# Baby (Madison Beer)
Baby è un singolo della cantante statunitense Madison Beer, pubblicato il 21 agosto 2020 come terzo estratto dal primo album in studio Life Support.

## Pubblicazione
La cantante ha annunciato l'uscita del singolo il 7 agosto precedente tramite i suoi canali social.

## Promozione
Beer ha tenuto la prima esibizione dal vivo della canzone il 26 agosto 2020 al Late Late Show di James Corden. Ha poi presentato il brano nell'ambito degli MTV Europe Music Awards l'8 novembre successivo.

## Video musicale
Il videoclip, diretto da Drew Kirsch, è stato reso disponibile attraverso il canale YouTube dell'interprete in concomitanza con la pubblicazione del singolo.

## Tracce
Testi e musiche di Madison Beer, Elizabeth Lowell Boland, Jeremy Dussoliet, Leroy Clampitt e Tim Sommers.
Download digitale
1. Baby – 3:28

Download digitale – Syn Cole Remix
1. Baby (con Syn Cole) (Syn Cole Remix) – 3:04

Download digitale – Jonas Blue Remix
1. Baby (con Jonas Blue) (Jonas Blue Remix) – 3:13

## Formazione
Musicisti
- Madison Beer – voce
- Leroy Clampitt – basso, batteria, tastiera, programmazione
- One Love – basso, batteria, tastiera, programmazione
- Elizabeth Lowell Boland – sintetizzatore

Produzione
- Leroy Clampitt – produzione, produzione vocale
- Madison Beer – produzione
- One Love – produzione, produzione vocale
- Chris Gehringer – mastering
- Mich McCarthy – missaggio

## Classifiche
| Classifica (2020) | Posizione massima |
| ----------------- | ----------------- |
| Irlanda           | 68                |
| Regno Unito       | 86                |